# تویزلرز

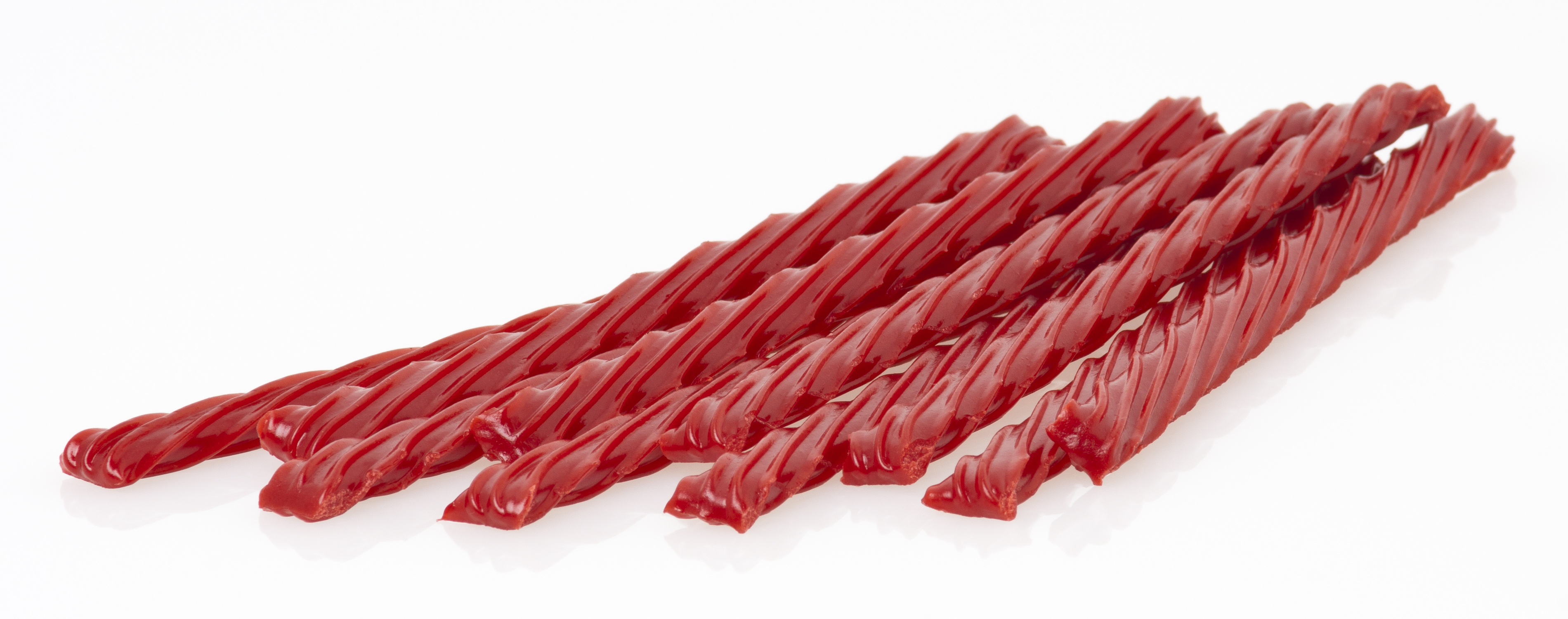
تویزلرز توت فرنگی

تویزلرز (به انگلیسی : Twizzlers) نام تجاری یک نوع شکلات قرمز ساخته شده از شیرین بیان در ایالات متحده امریکا و کانادا میباشد.